# Kasteel Doornenburg

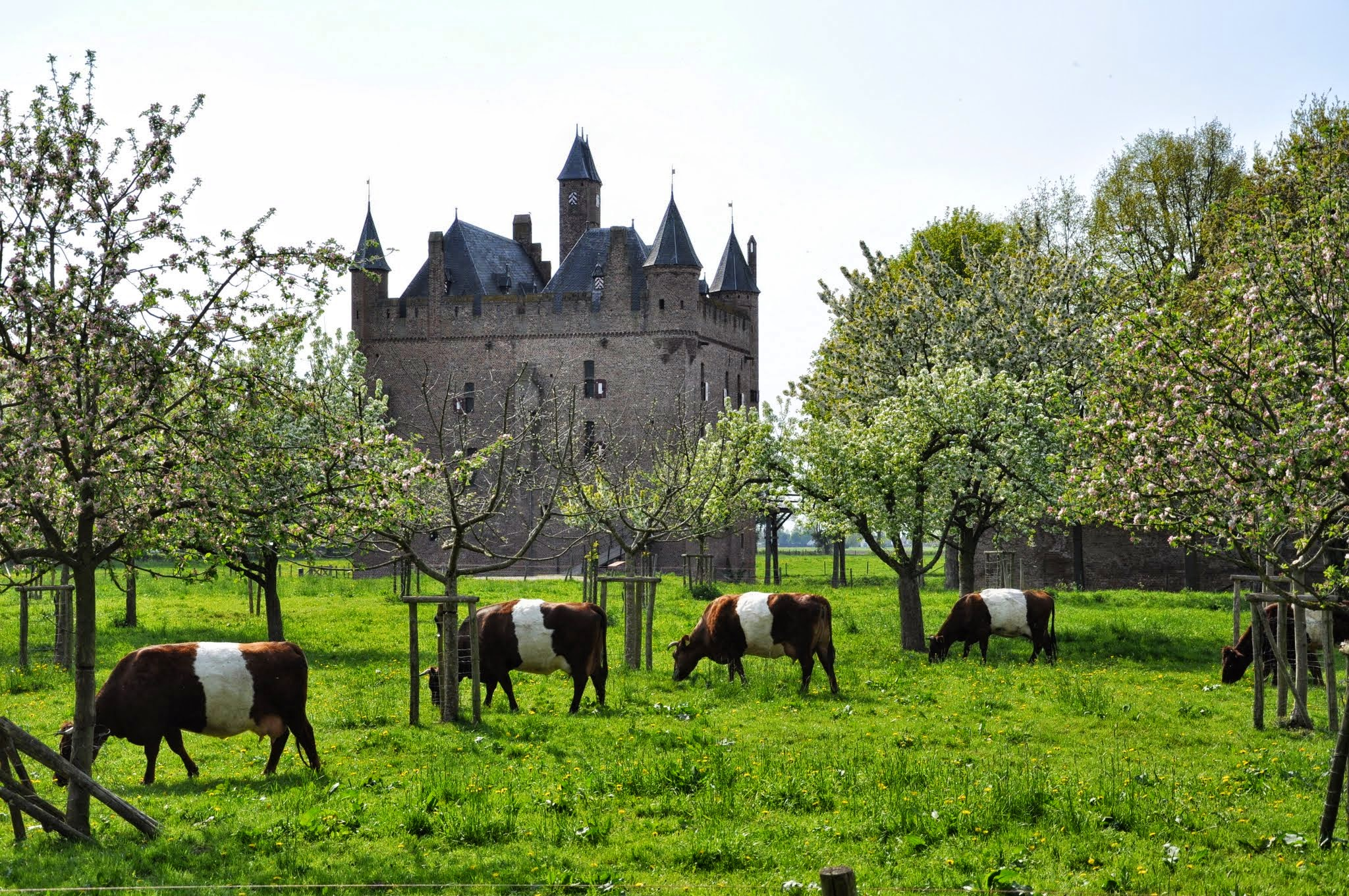
Kasteel Doornenburg

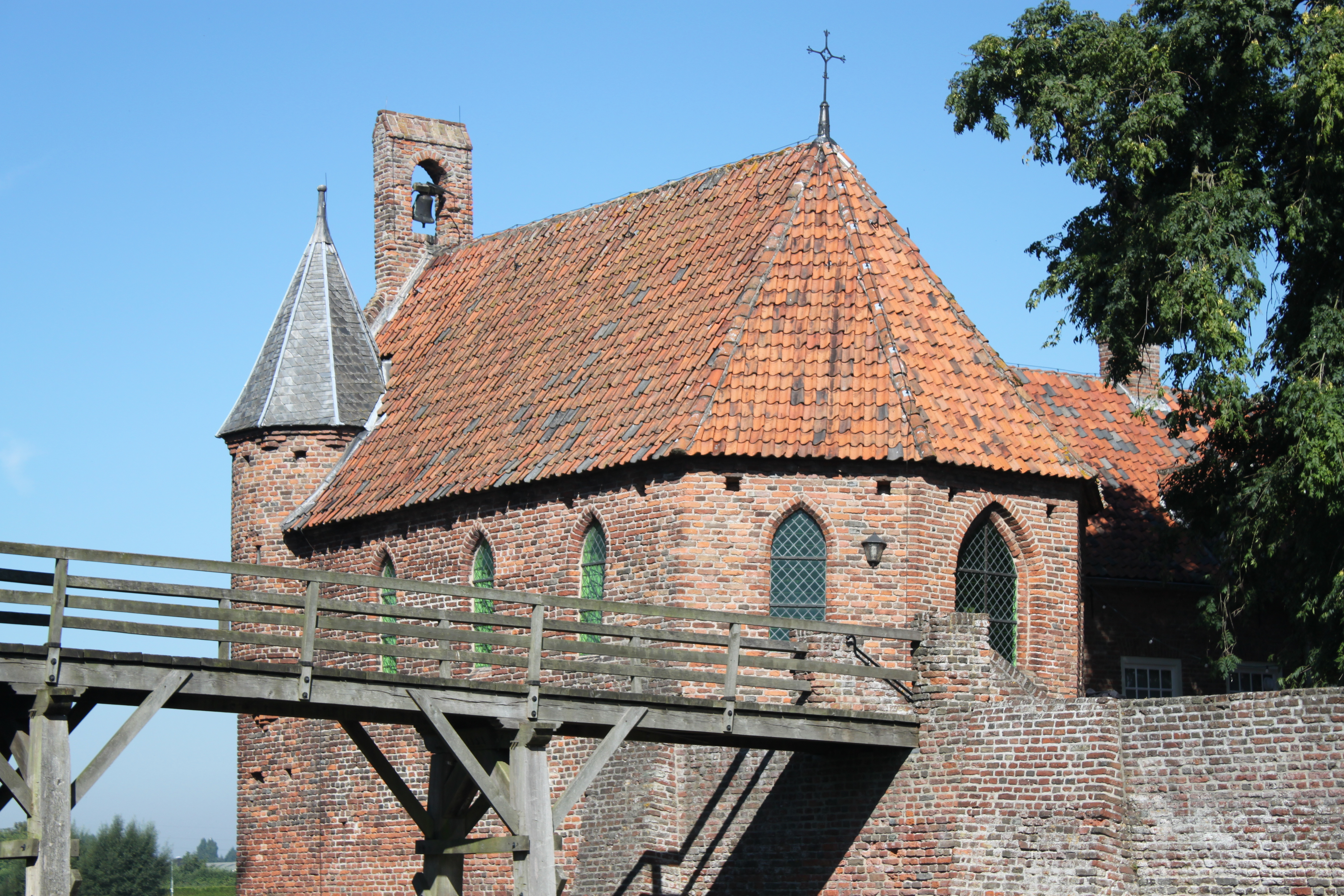
Kapel

Kasteel Doornenburg is een Nederlands kasteel uit de 14e eeuw.
Het kasteel ligt in het oosten van de Betuwe en centraal in Gelderland, nabij het dorp Doornenburg. Het bestaat uit een voorburcht en een hoofdburcht, die zijn verbonden door een smalle houten brug. Het is een van de grootste en best bewaarde kastelen in Nederland.

## Geschiedenis
Op de plaats van het kasteel bevond zich in de 9e eeuw al een versterkt huis, bekend onder de naam Villa Dorenburc. Hieruit is in de 13e eeuw een bescheiden kasteel ontstaan. De huidige hoofdburcht werd in de 14e eeuw gebouwd en in de 15e eeuw voltooid. In de 15e eeuw werd de voorburcht gebouwd. De voorburcht bevat woonvertrekken, een kapel, en een boerderij. Dit laatste is uniek voor een Nederlands kasteel.
Kasteel Doornenburg bleef tot in de 19e eeuw bewoond. Daarna raakte het in verval. In 1936 werd de Stichting tot Behoud van den Doornenburg opgericht, die het kasteel vanaf 1937 liet restaureren. In 1941 was de restauratie voltooid. Aan het eind van de Tweede Wereldoorlog werd het kasteel vrijwel geheel verwoest. Lange tijd werd gedacht dat het was opgeblazen door de Duitsers, maar het bleek in maart 1945 te zijn getroffen door een Brits bombardement. Van 1947 tot 1968 is het kasteel weer geheel opgebouwd.
In 1968 werd onder andere op dit kasteel de televisieserie Floris opgenomen onder de naam Oldenstein. Ook voor de film Waar is het grote boek van Sinterklaas? uit 2019 fungeerde het kasteel als filmlocatie.
In 2023 was hier de eerste editie van het muziekfestival MUSIC by Knight. 

## Eigenaren en bewoners
- Willem van Doornick sr. tot 1313
- Willem van Doornick jr. 1313 - na 1346
- Sophia van Bueren na 1346 - 1385

- Johan van Bylandt 1385 - voor 1391
- Dirck van Bylandt 1402 (belening) - 1427
- Johan van Bylandt 1427 - 1453
- Sophia van Bylandt 1453, 1457, 1467, 1474, 1481

- Johan van Homoet 1459 - voor 1481
- Maria van Homoet 1459 - 1500
- Margriet van Homoet 1459 - 1519
- Adolff van Wilack 1467 - 1474

- Reinier van Rechteren van Voorst 1520 - 1544
- Sweder van Voorst 1544 - 1592
- Wilhelmina van Voorst 1592 - 1621

- Sweder van Amstel van Mynden 1621 - 1658
- Gerardt van Amstel van Mynden 1658 - 1694
- Jacob van Amstel van Mynden 1694 - 1727

- Berendina van Heemskerck van Bekesteyn 1728 - 1729
- Johan Jacob van Heemskerck van Bekesteyn 1729 - 1731
- Maria Geertruid van Heemskerck van Bekesteyn 1731 - 1742
- Hendrina Justina van Heemskerck van Bekesteyn 1742 - 1767

- Jacob Boudewijn van Bemmel 1767- 1799
- Maria Clara von Delwig 1799 - 1847 (vruchtgebruik)

- Wilhelmus Jacobus Josephus Theodorus Henricus van der Heyden 1809 - 1810
- Judocus Henricus Antonius Adrianus Josephus Joannes Baron van der Heyden 1810 - 1811
- Clemens Fredericus Wilhelmus baron van der Heyden 1811 - 1838
- Joannes Nepomucenus Judocus Henricus Canisius baron van der Heyden 1838 - 1864
- Alexander Amandus Josphus Canisius baron van der Heyden 1864 - 1879
- Alexander Eduard Carel Canisius baron van der Heyden 1879 - 1936

- Dr. J.H. van Heek 1936
- Stichting tot Behoud van den Doornenburg 1936 - heden

Bron: De Doornenburg geschreven door Willem-Jan Pantus

## Galerij

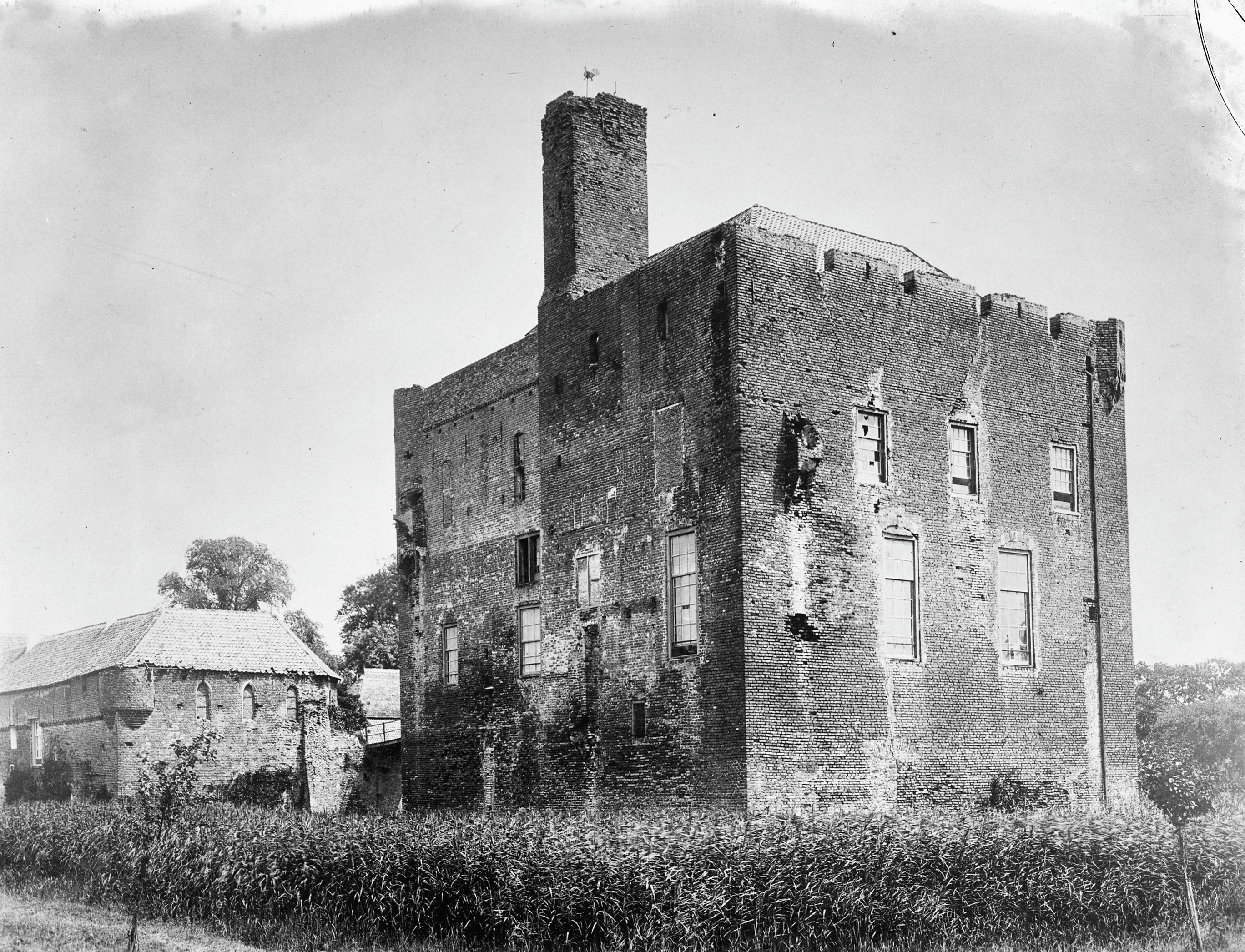
Het kasteel voor restauratie
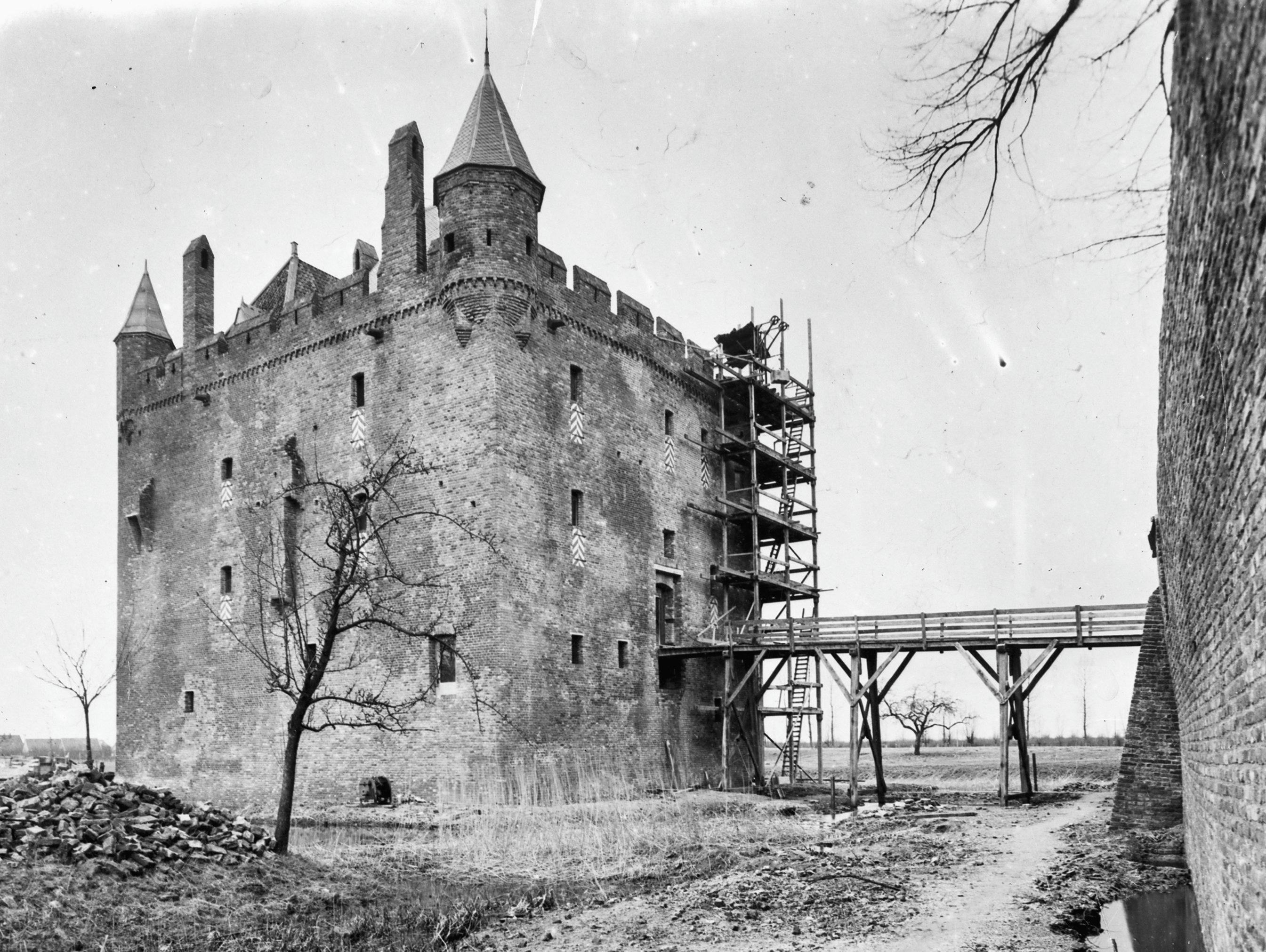
Het hoofdgebouw tijdens restauratie voor het bombardement
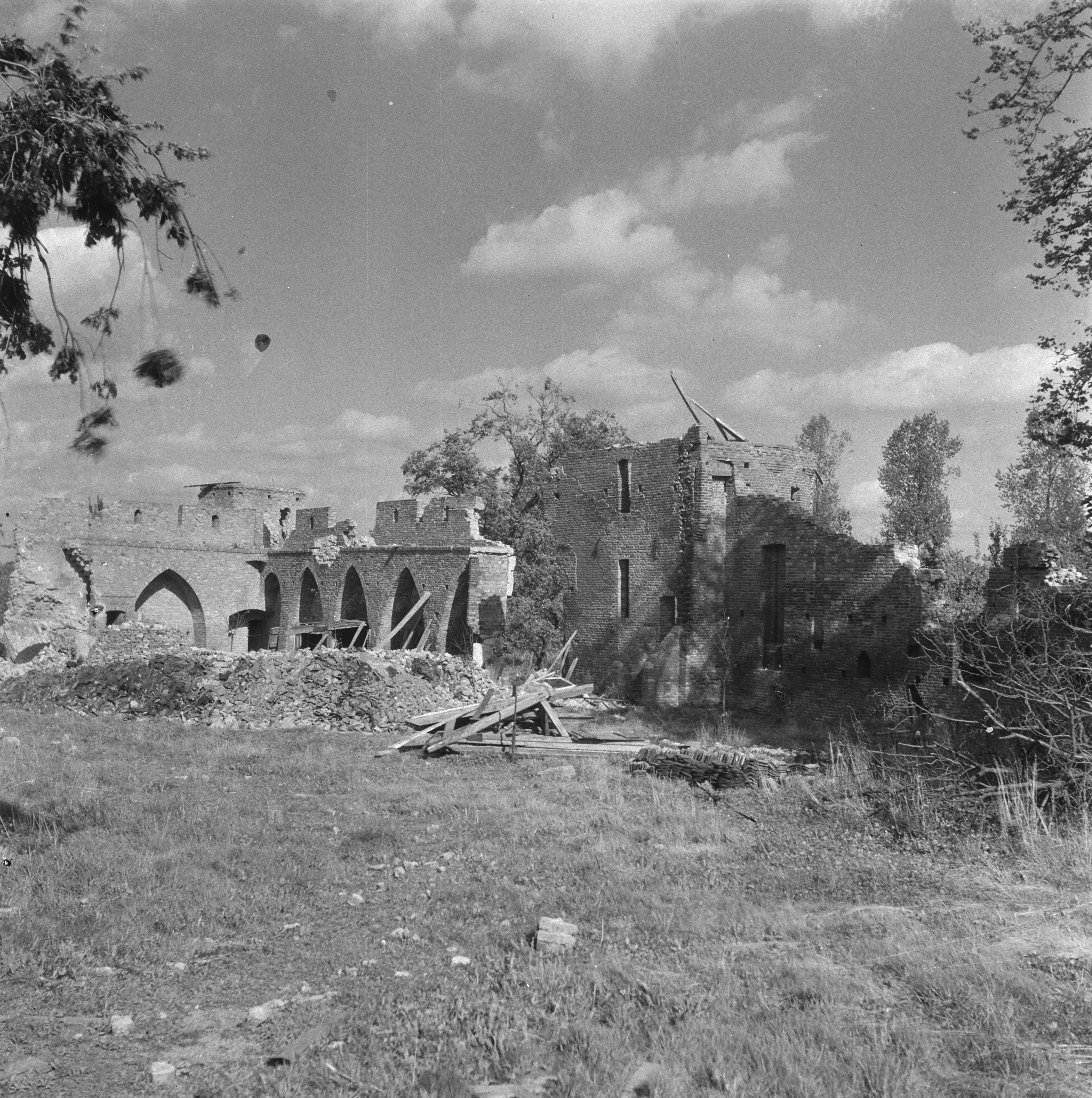
Het kasteel aan het eind van de Tweede Wereldoorlog
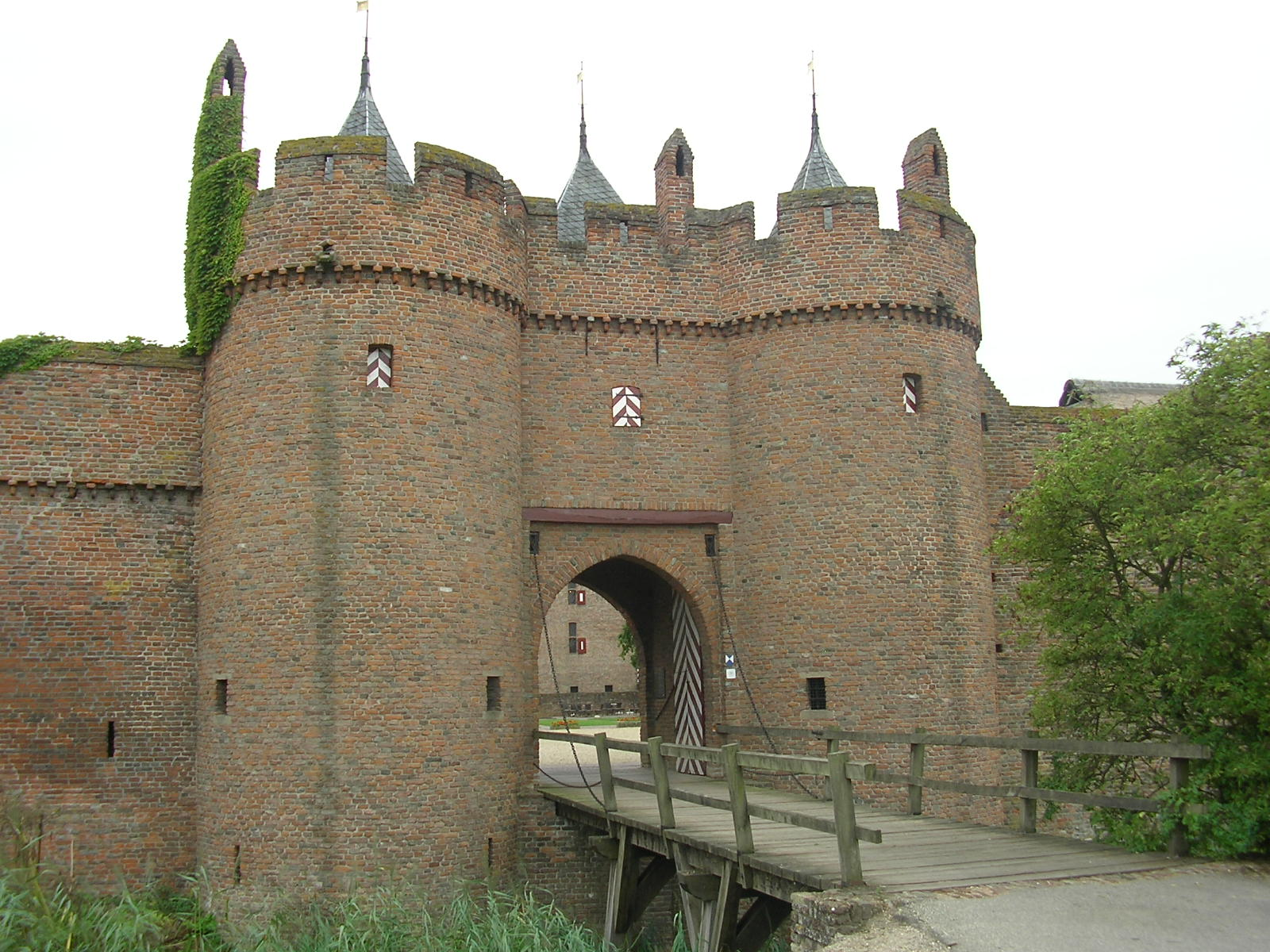
Het poortgebouw van kasteel Doornenburg
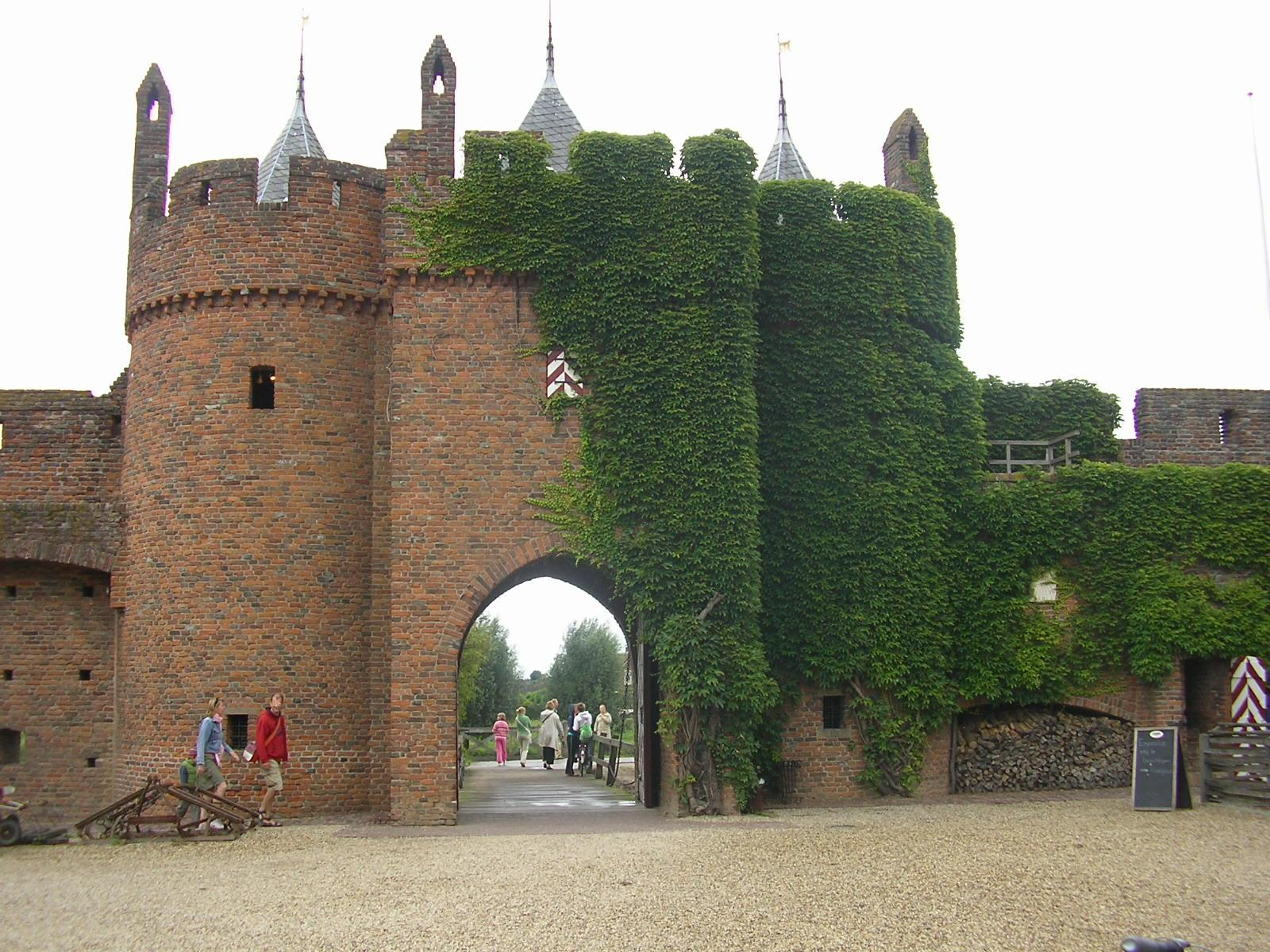
Het poortgebouw vanuit het voorhof
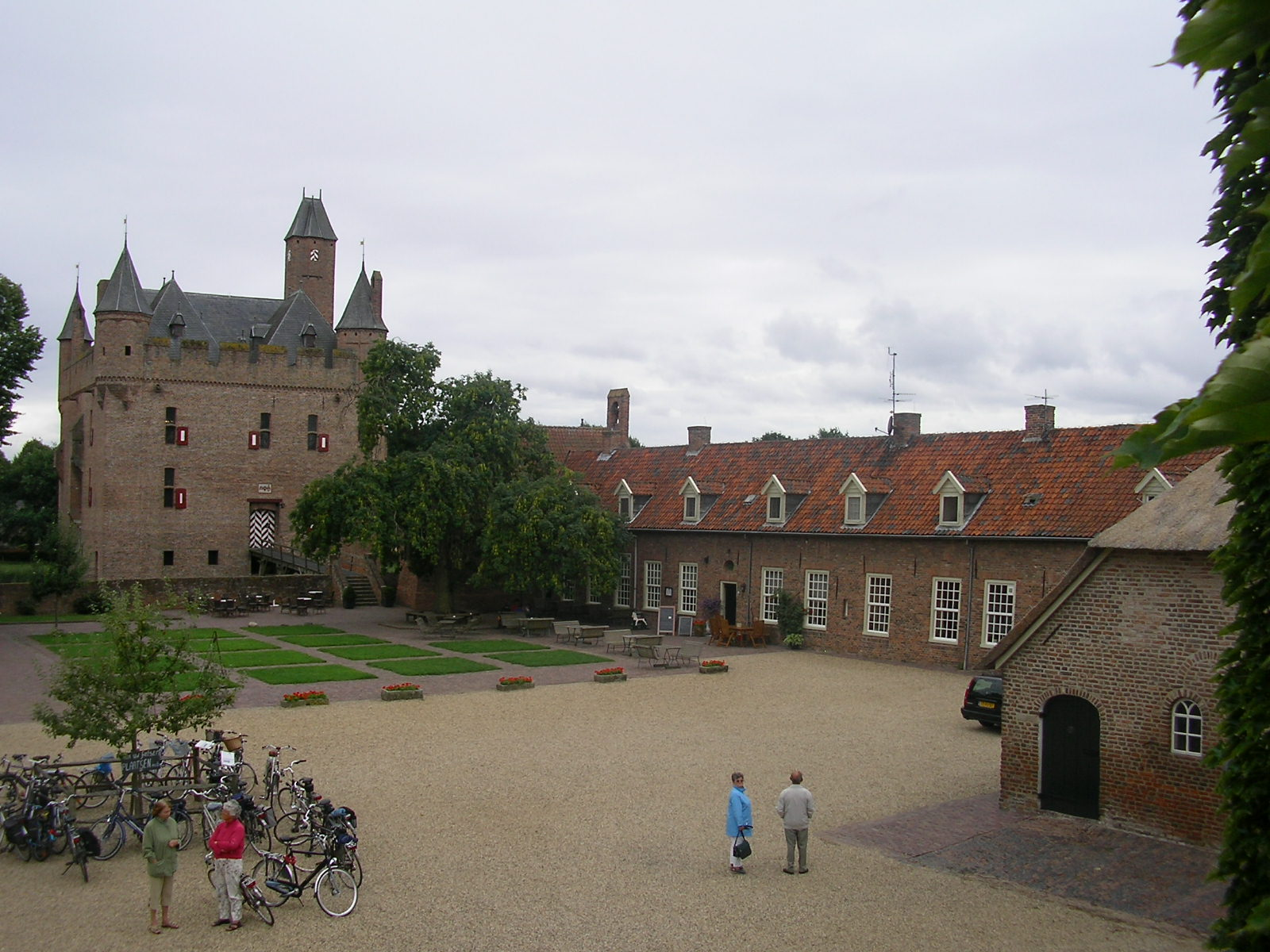
Het voorhof
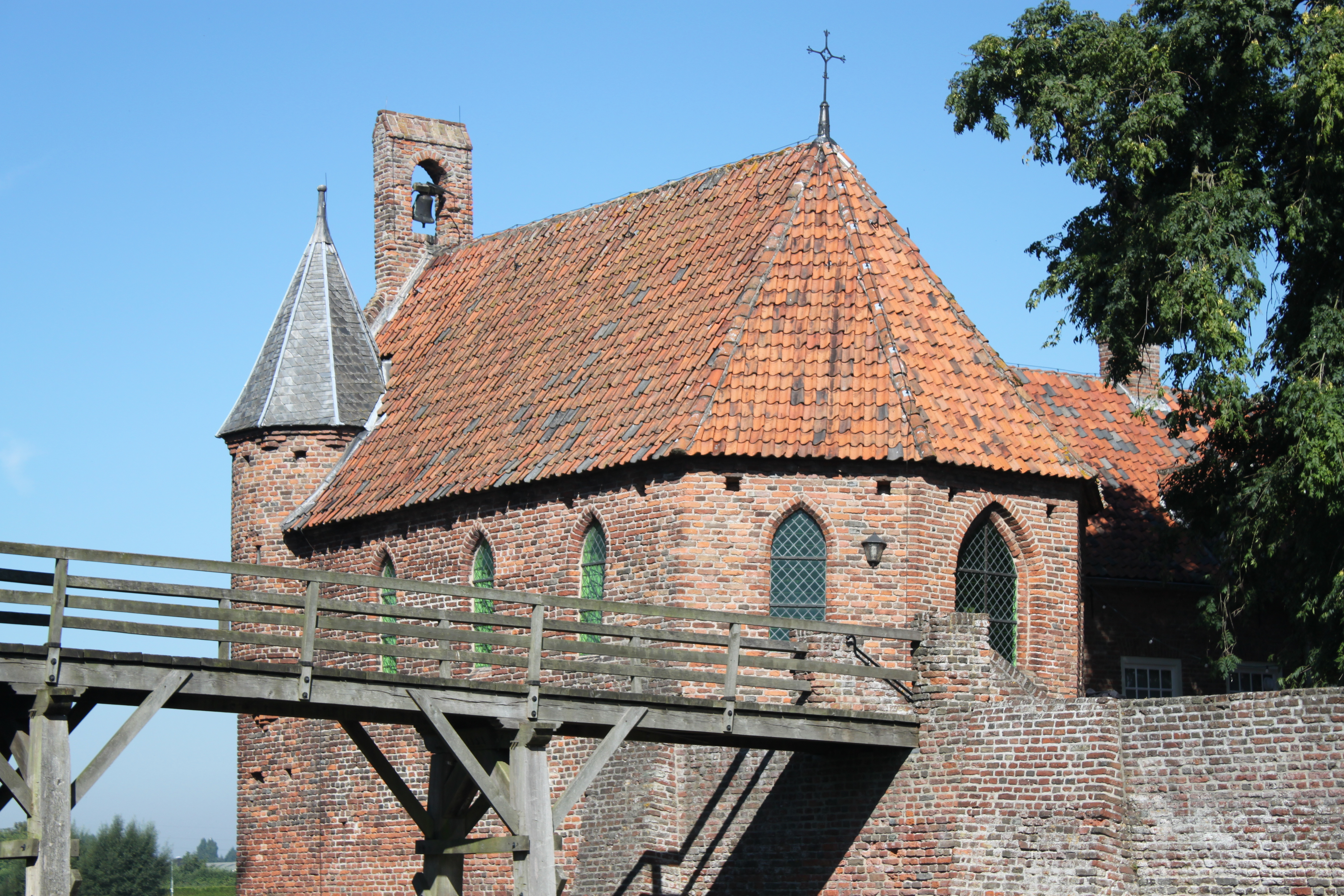
De kapel
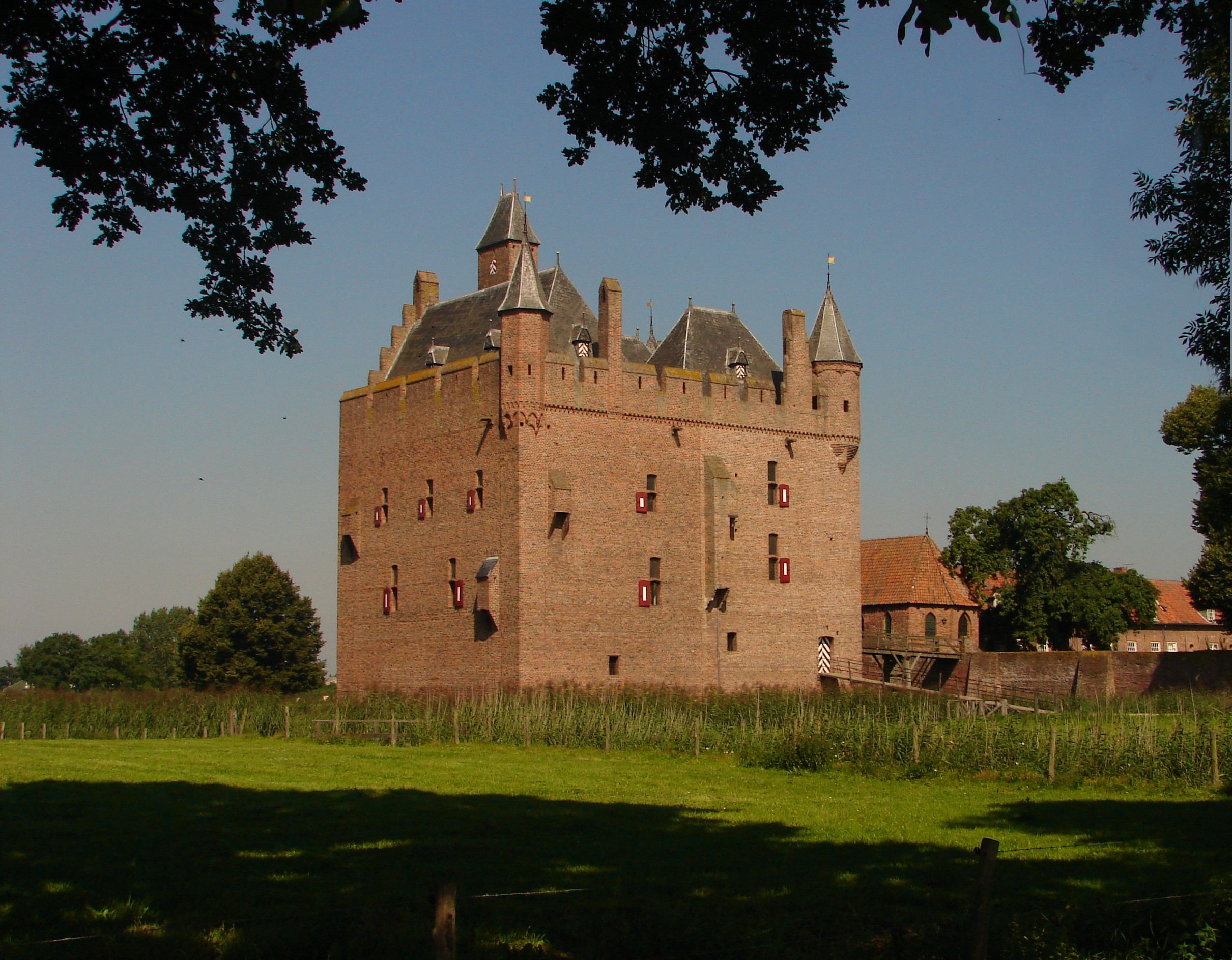
De donjon
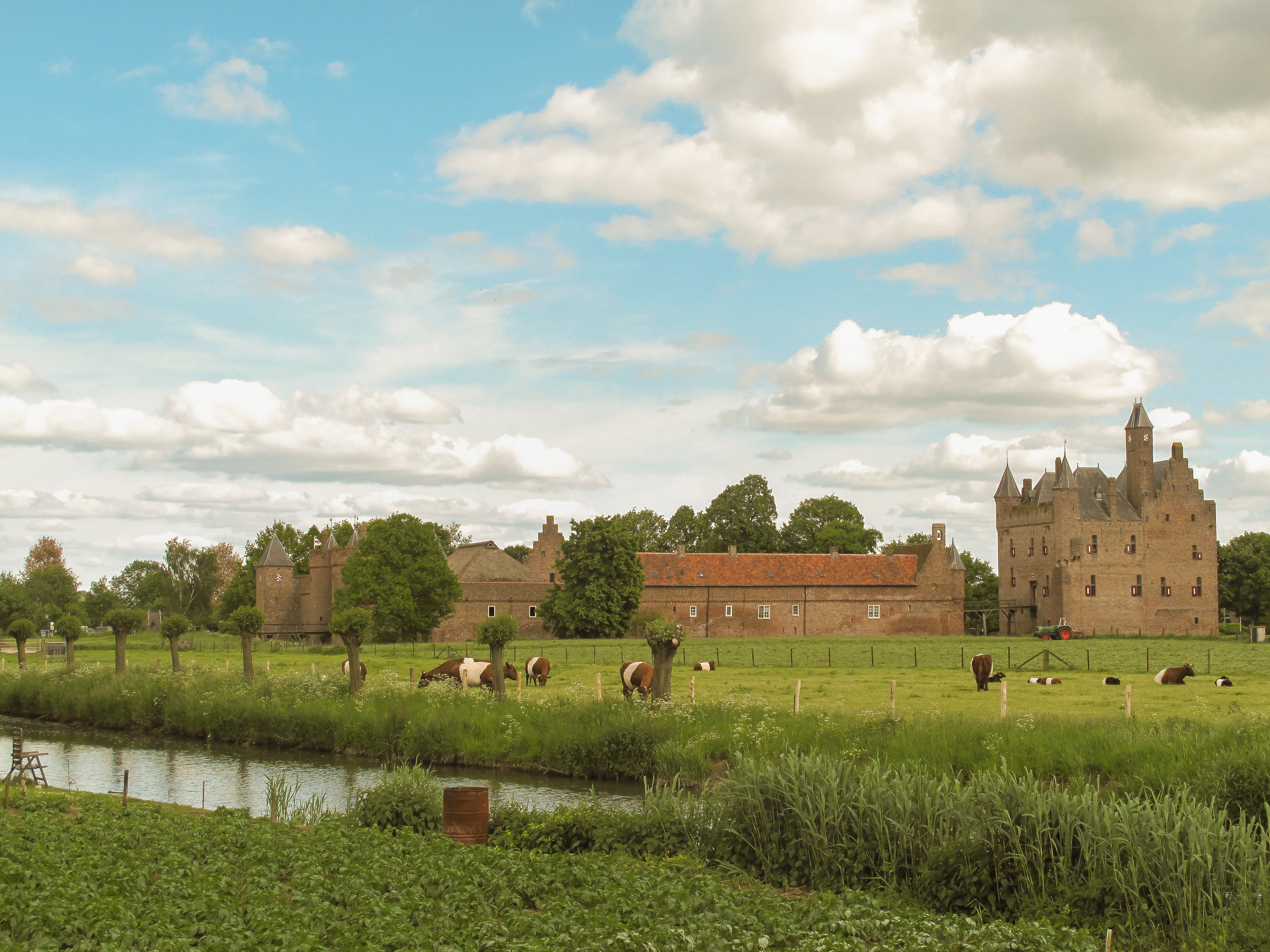
Het kasteel met de voorburcht